# Elżbieta Łukacijewska
Elżbieta Katarzyna Łukacijewska (Jasło; 25 de Novembro de 1966 — ) é um político da Polónia. Ela foi eleito para a Sejm em 25 de Setembro de 2005 com 14166 votos em 22 no distrito de Krosno, candidato pelas listas do partido Platforma Obywatelska.
Ele também foi membro da Sejm 2001-2005.